# Bligny (Aube)
Bligny település Franciaországban, Aube megyében. Lakosainak száma 161 fő (2022. január 1.). Bligny Bergères, Champignol-lez-Mondeville, Longpré-le-Sec, Meurville, Urville és Vitry-le-Croisé községekkel határos.

## Népesség
A település népessége az elmúlt években az alábbi módon változott:
| Lakosok száma | 177  | 193  | 208  | 208  | 194  | 167  | 160  | 161  | 162  | 161  |
|               | 1968 | 1982 | 1999 | 2006 | 2011 | 2015 | 2017 | 2018 | 2020 | 2022 |